# العلاقات البليزية الكوبية
العلاقات البليزية الكوبية هي العلاقات الثنائية التي تجمع بين بليز وكوبا.

## مقارنة بين البلدين
هذه مقارنة عامة ومرجعية للدولتين:
| وجه المقارنة                                              | بليز         | كوبا                              |
| --------------------------------------------------------- | ------------ | --------------------------------- |
| المساحة (كم2)                                             | 22.97 ألف    | 109.88 ألف                        |
| عدد السكان (نسمة)                                         | 374.68 ألف   | 11.48 مليون                       |
| الكثافة السكانية (ن./كم²)                                 | 16.31        | 104.48                            |
| العاصمة                                                   | بلموبان      | هافانا                            |
| اللغة الرسمية                                             | لغة إنجليزية | اللغة الإسبانية                   |
| العملة                                                    | دولار بليزي  | بيزو كوبي، بيزو كوبي قابل للتحويل |
| الناتج المحلي الإجمالي (بليون دولار)                      | 1.84 مليار   | 87.13 مليار                       |
| الناتج المحلي الإجمالي (تعادل القوة الشرائية) بليون دولار | 3.05 مليار   |                                   |
| الناتج المحلي الإجمالي الاسمي للفرد دولار أمريكي          | 4.88 ألف     |                                   |
| الناتج المحلي الإجمالي للفرد دولار أمريكي                 | 8.42 ألف     |                                   |
| مؤشر التنمية البشرية                                      | 0.715        | 0.769                             |
| رمز المكالمات الدولي                                      | +501         | +53                               |
| رمز الإنترنت                                              | .bz          | .cu                               |
| المنطقة الزمنية                                           | 00           | 00                                |

## منظمات دولية مشتركة
يشترك البلدان في عضوية مجموعة من المنظمات الدولية، منها:
| علم المنظمة | اسم المنظمة                                                          | تاريخ انضمام بليز | تاريخ انضمام كوبا |
| ----------- | -------------------------------------------------------------------- | ----------------- | ----------------- |
|             | يونسكو                                                               | 10 مايو 1982      | 29 أغسطس 1947     |
|             | منظمة حظر الأسلحة الكيميائية                                         | ?                 | ?                 |
|             | منظمة التجارة العالمية                                               | ?                 | ?                 |
|             | وكالة حظر الأسلحة النووية في أمريكا اللاتينية ومنطقة البحر الكاريبي ‏ | ?                 | ?                 |
|             | الاتحاد البريدي العالمي                                              | ?                 | ?                 |
|             | منظمة الشرطة الجنائية الدولية                                        | ?                 | ?                 |
|             | الأمم المتحدة                                                        | 25 سبتمبر 1981    | 24 أكتوبر 1945    |
|             | الاتحاد الدولي للاتصالات                                             | 16 ديسمبر 1981    | 16 يناير 1918     |
|             | مجموعة دول أفريقيا والكاريبي والمحيط الهادئ                          | ?                 | ?                 |
|             | مجموعة دول أمريكا اللاتينية والكاريبي                                | ?                 | ?                 |
|             | تحالف الدول الجزرية الصغيرة                                          | ?                 | ?                 |

## وصلات خارجية
- موقع وزارة الخارجية البليزية
- موقع وزارة الخارجية الكوبية